# Liang Chaoqun
Pour les articles homonymes, voir Liang.
Liang Chaoqun est un maître chinois de Kung-fu traditionnel, né dans la province de Canton, à Zhanjiang.

## Biographie
Parti à l'âge de 15 ans à la recherche d'une école, il rencontra le célèbre maître Wan Laisheng.
Celui-ci lui enseignera les styles Liu He Men, Lohan men et Ziran men (ou style naturel).
A la veille de son décès en 1992, Maître Wan Laisheng lui donnera, calligraphie à l'appui, l'autorisation d'enseigner, l'authentifiant ainsi comme héritier de son école. Cela fait alors de Maître Liang Chao Qun l'héritier de 3e génération du Ziranmen.
En 1998, Maître Liang Chao Qun reçoit de la part de la fédération internationale d’arts martiaux chinois un prix pour sa contribution à promouvoir les arts martiaux chinois à l’étranger ainsi qu'une 6e Dan. En 2010, le titre de la 7e Dan lui fut décerné.
Maître Liang est, de surcroît, l’auteur de plusieurs ouvrages consacrés aux arts martiaux chinois et édités par l’université des sports de Pékin.
En 2012, la chaîne CCTV4 lui a accordé une interview de 40 minutes, pour présenter son parcours et son activité en France pour le développement des arts martiaux traditionnels chinois. De plus en 2016, maître Liang apparaît dans le documentaire La route de la soie, qui est diffusé durant l'été 2016 sur la chaîne CCTV9.
Dans la même période (2014-2016) il participe au tournage de la série télévisée DU Xin Wu diffusée en Chine à partir de fin 2016. Dans cette série de 22 épisodes de 45 minutes consacrée à raconter la vie de l'héritier de 1re génération de Ziranmen, Maître Liang Chao Qun intervient en tant que : conseiller technique, chorégraphe des scènes de combat et y tient le rôle de l'un des maîtres de kung-fu.
En 2019, Maître Liang a ouvert en Chine, le premier musée entièrement consacré à l'histoire du Style Naturel ( ZiRanMen: 自然門).
Il a été sollicité comme ambassadeur de la culture française et chinoise entre les deux pays : En Chine, il promeut les vins français et la peinture française. En France, il fait découvrir les thés chinois de grande qualité avec ses deux marques : Kung Fu Black Tea, Tai Ji Pu'Er Tea.

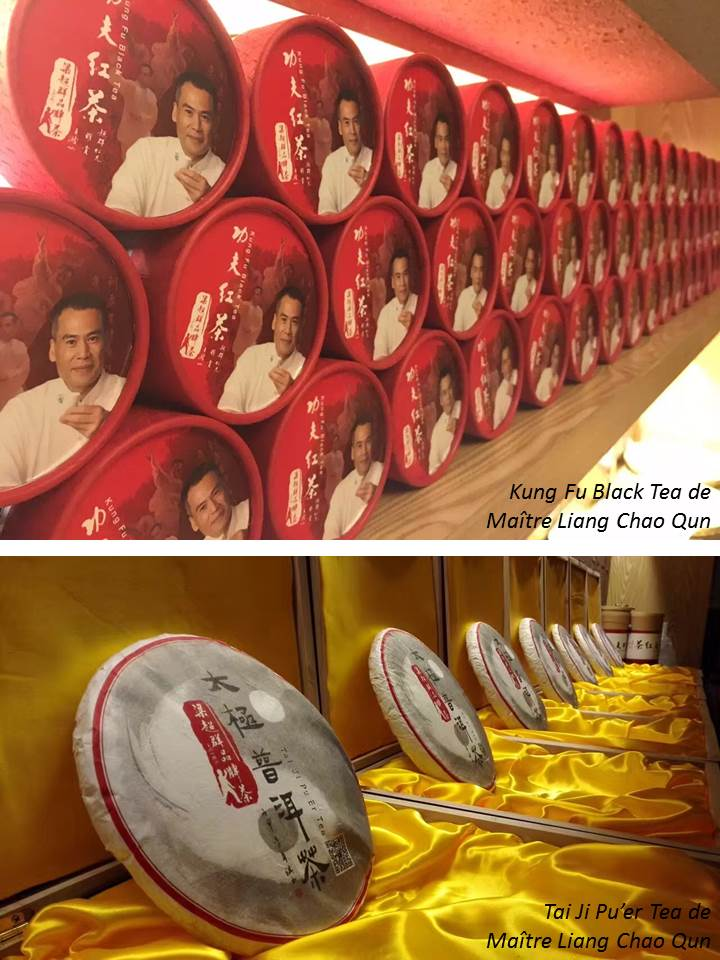
Les thés de Maître Liang : Kung fu black tea (en haut), Tai Ji Pu'er Tea (en bas).

## Enseignement
Sa première expérience de l’enseignement, Maître Liang Chao Qun la connaîtra dans sa vingtième année, avant de s’y consacrer entièrement à 23 ans. En hommage à son maître, il fonde l’association Wan Laisheng en Chine qui sera suivie de la création de l’association Wan Laisheng France en 1997. Ses disciples sont, par ordre chronologique :

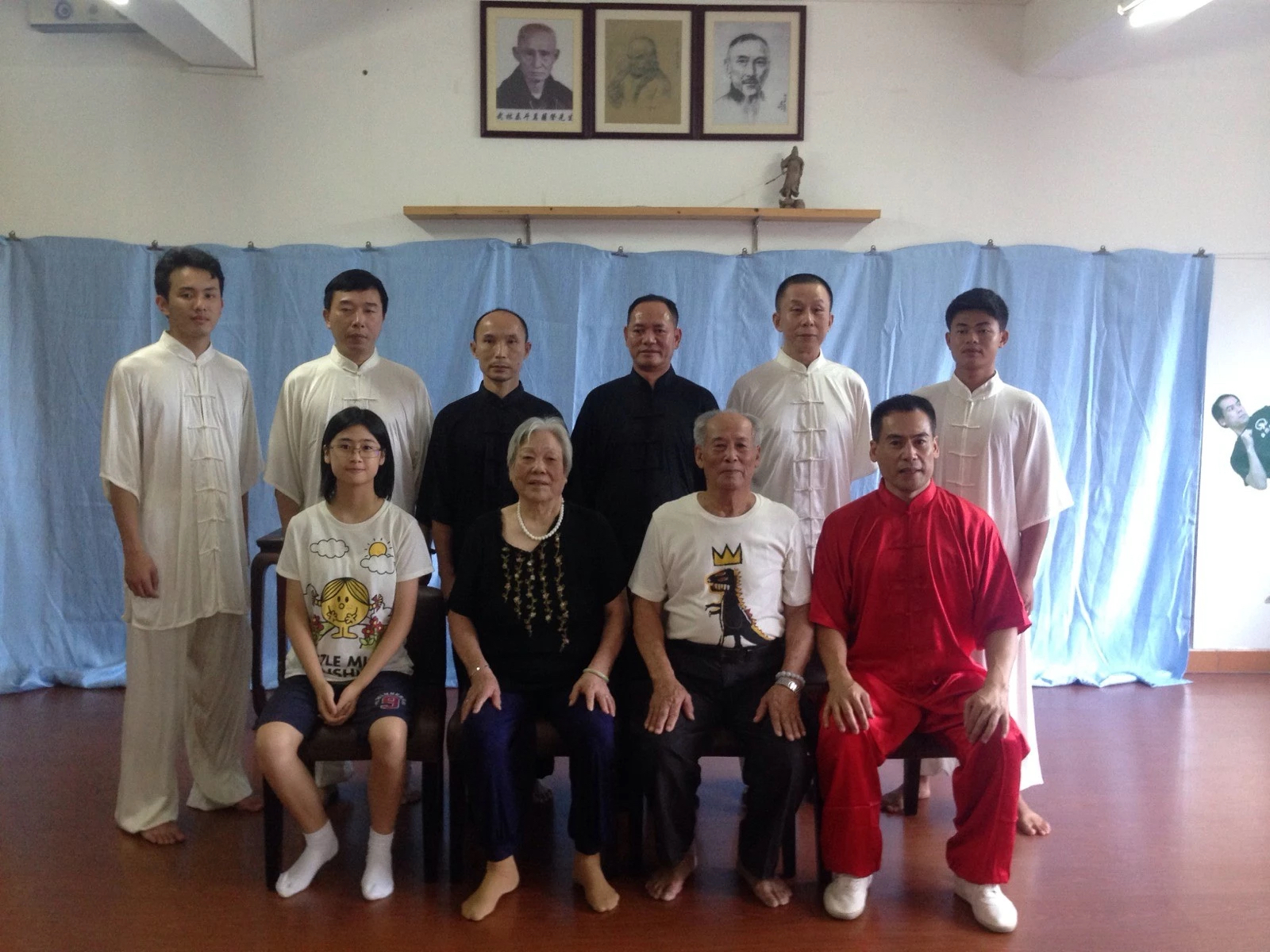
Maître Liang Chao Qun lors d'une cérémonie de nomination de disciples (au premier rang : maître Liang et sa famille ; au second rang : les disciples).

1. Gang Ton (chinois)
2. Yves-Alain (français)
3. Ludovic Chaker (français)
4. Alexandre Thorlet (français)
5. Bao Han Ke (chinois)
6. Ming Zhan Chen (chinois)
7. Frédéric Moule (français)
8. Guang Zhi Liu (chinois)
9. Wei Guo Zeng (chinois)
10. Ho Sum Wong (chinois)
11. Yi Xiong Huang (chinois)
12. Shu Rong Chen (chinois)
13. Wu Wei Ou (chinois)
14. Louis Randriamihamison (français)